# Philippe Francq
Philippe Francq (Etterbeek, 13 december 1961) is een Belgisch striptekenaar. Hij is vooral bekend als de tekenaar van de strip Largo Winch op scenario van Jean Van Hamme en later Éric Giacometti.
Zijn realistische tekenstijl werd sterk beïnvloed door Hermann, die onder meer Bernard Prince tekende.

## Levensloop
Philippe Francq studeerde van 1978 tot 1984 aan het Sint-Lucas-Instituut in Brussel. Daarna werkte hij korte tijd met Bob De Moor bij de Hergé-Studio's. In 1987 werkt hij samen met Bob de Groot, en maakte een reeks korte verhalen, verzameld in twee boeken: Des Villes et des Femmes (uitg. Dargaud). Verder illustreerde hij twee verhalen samen met Léo Tomasini op basis van een tekst van Francis Delvaux.
In 1988 ontmoette Francq de schrijver Jean Van Hamme. Deze stelde hem voor een stripverhaal te tekenen op basis van een reeks romans die Van Hamme vroeger geschreven had. Het eerste deel van de Largo Winch-reeks verscheen in 1990 bij Dupuis. Deze reeks over een jonge vagebond aan het hoofd van een multinational was onmiddellijk een groot succes.

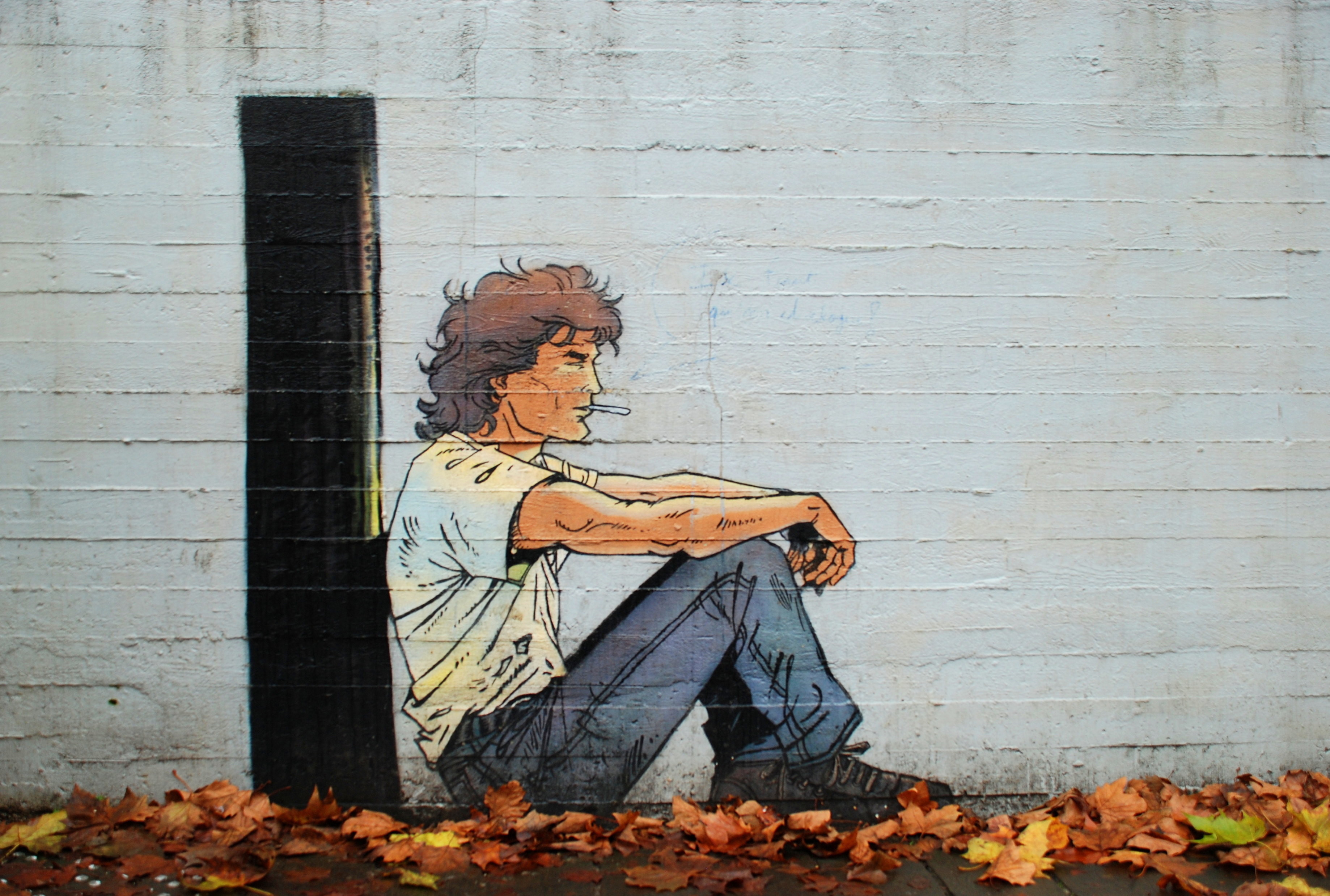
Largo Winch.

- Biblioteca Nacional de España: XX1017712
- Bibliothèque nationale de France: cb121788006 (data)
- Gemeinsame Normdatei: 17396589X
- International Standard Name Identifier: 0000 0001 2032 3876
- Library of Congress Control Number: nb2009005944
- Nationale Bibliotheek van Tsjechië: pna20181009404
- Nationale Bibliotheek van Israël: 987007404025105171
- Nederlandse Thesaurus van Auteursnamen: 073034401
- SNAC: w6r509gc
- Système universitaire de documentation: 030355834
- Virtual International Authority File: 107538389